# Windows安全中心
Windows資訊安全中心內建在Windows XP Service Pack 2、3及以後的Windows、Windows Server 2008及以後的Windows Server，會檢查電腦上的基本安全性狀態任何一個問題，都會經由一個自動跳出的通知告知使用者取得有關修正問題的資訊。

## 概觀
Windows資訊安全中心是在Windows XP SP2以後出現的新功能。它由三個主要組件組成：一個控制面板小程式、一個Windows服務，以及一個由Windows管理规范（WMI）提供的應用程式介面（application programming interface）。
這個控制面板將監視的安全性設定劃分為數個分類，標題的背景顏色顯示分為淺藍色（Vista中為綠色）、黃色及紅色。藍色（或綠色）的背景顏色表示安全設定“健康”。黃色的背景顏色一般表示一些或所有在該分類的設定未被監視。紅色的背景顏色表示一些問題能使用戶的系統曝露於問題中。

對於安全性問題的通知

這些當前狀態的設定是由Windows服務判定的。這個服務稱為「Security Center」，在電腦系統啟動時自動啟動，並且負責不斷地監察系統作出的改變，當遇到問題時會經由一個彈跳式的通知氣球通知用戶相關資訊。

## 版本歷史

### Windows XP SP2

Windows XP SP2中的資訊安全中心。

在2003年一個目的為提升安全意識的銷售活動中，微軟在和顧客的討論中得知用戶對於他們是否採取了有效和合適的措施來保護他們的電腦感到困惑。

### Windows Vista

Windows Vista中的資訊安全中心。

Windows Vista加入了惡意軟件防護軟體的監察、使用者帳戶控制的監察及數項網際網路安全性設定的監察。預設在Windows Vista中內置的微軟惡意軟件防護軟體──Windows Defender會被Windows資訊安全中心監察。；一些第三方的惡意軟件防護軟體能夠取代之。Windows Vista版本的另一個特色是能夠顯示一些已經在資訊安全中心註冊的第三方產品的商標。
與Windows XP不同，在測試版的Windows Vista中的資訊安全中心是不能被禁用或取代。安全軟體生產商賽門鐵克公開反對，指出這會導致很多用戶感到混亂，因為任何安全性問題都會同時被資訊安全中心和賽門鐵克的工具彙報。另一間大型的安全軟件銷售商——McAfee，亦提出接近的投訴。最終，微軟允許資訊安全中心在發佈版的Vista中被禁用。

### Windows 7 及以後版本

Windows 7中的Windows行動作業中心。

在Windows 7開始，Windows資訊安全中心將被重新命名為Windows行動作業中心（Windows Action Center），包括電腦的安全和維護。

### Windows 8和Windows 8.1
在Windows 8開始及其後的Windows 8.1，Windows行動作業中心將被重新命名成重要訊息中心，加入自動監控電腦維護的功能，可以排程對電腦維護的時間，視電腦的狀況進行不同的維護;進行維護時，則會顯示「電腦正在維護」的氣球視窗。

### Windows 10
在Windows 10中，操作中心已更名为安全和维护。尽管名称有所改变，但功能与Windows 8中的“操作中心”功能相比没有变化。微軟在Windows 10 1703中引入了Windows Defender安全中心。在Windows 10 1709中，原Windows 7提供的疑難排解已被移到設定中的更新與安全性。在Windows 10 1809中，Windows Defender安全中心更名为Windows安全中心。

## 概要
Windows XP中的Windows資訊安全中心可監察的安全問題
- 防火牆
- 自動更新
- 病毒防護（防毒軟體）

Windows Vista中的Windows資訊安全中心可監察的安全問題
- 防火牆
- 自動更新
- 惡意軟體防護
  - 病毒防護（防毒軟體）
  - 反間諜程式軟體
- 其他安全性設定
  - 網際網路安全性設定
  - 使用者帳戶控制

## 外部連結
- Windows Vista說明： 使用Windows資訊安全中心（页面存档备份，存于）（繁體中文）